# Epistoleu
Epistoleu (en grec antic ἐπιστολεύς) era el segon oficial en rang a la marina espartana després de l'almirall (ναύαρχος, navarc), nomenat per si li passava alguna cosa al cap de la flota, segons diuen Xenofont i Juli Pòl·lux.
Quan els habitants de Quios i altres aliats d'Esparta van sol·licitar que Lisandre fos nomenat de nou navarc de les flotes de l'Egeu, els espartans el van enviar com a epistoleu, ja que per raons legals no podia ser almirall (no es podia repetir en el càrrec), però amb capacitat de decisió de fet sobre l'almirall, segons Xenofont i Plutarc.